# 38. Armee (Rote Armee)
Die 38. Armee (russisch 38-я армия) war ein Großverband der Roten Armee die im Zweiten Weltkrieg im Süden der Ostfront eingesetzt wurde und bei der Verfolgung der deutschen Wehrmacht 1944 über Galizien und bis Mai 1945 ins Protektorat Böhmen und Mähren vorrückte.

## Geschichte

### 1. Formation
Die 38. Armee wurde ab 4. August 1941 gemäß der Richtlinie des Generalstabs vom 22. Juli 1941 im Verband der Südwestfront aufgestellt. Der Führungskommando der 38. Armee wurde aus dem Hauptquartier des 8. Mechanisierten Korps gebildet.
Die 1. Formation der Armee umfasste die
- 47. Gebirgs-Division sowie die 169., 199., 300. und 304. Schützendivision

und nahm an der Verteidigung des Dnjepr-Abschnitts im Raum Tscherkassy teil. Die Truppen beteiligten sich ab dem 8. August 1941 an der Kesselschlacht um Kiew (7. Juli – 26. September). Die Armee verteidigte sich in der Schlussphase der Kesselschlacht mit der 34. Kavalleriedivision, der 132. Panzerbrigade und 7 Schützendivisionen (47., 76., 300., 226., 169., 199. und 304.) an der Linie Gawrontsi – Kochubejewka – Karlowka – Krasnograd.
Anfang Oktober 1941 wurde der 38. Armee die Verteidigung von Charkow übertragen, die Divisionskommandeure der 47. Garde- und der neu unterstellten 169., 212. und 300. Schützen-Division waren bereits ausgewechselt worden. In der Stadt hielten zunächst die 216. Schützen-Division (Oberst D. F. Makshanow) und die 57. NKWD-Brigade (Oberst M. G. Sokolow), welche ihre Stellungen am West- und Nordostteil der Stadt gut ausgebaut hatten und auch im Wald von Grigorowka konzentriert waren. Nachdem deutsche Truppen am 23. Oktober im Nordteil der Stadt eingedrungen waren und auch der Vorort Nowo Bavaria gefallen war, musste Charkow aufgegeben werden. Das deutsche XVII. Armeekorps verfolgte nach Osten und errichtete am 29. Oktober bei Stary Saltow einen Brückenkopf am Donez. Unter dem Druck der deutschen 6. Armee mussten sich die Truppen der 38. Armee auf die Linie Poltawa, Woltschansk und Waljuki zurückzuziehen und hielten dort Ende Dezember 1941 den neuen Frontabschnitt zwischen Waljuki und Kupjansk. Im Winter und Frühjahr 1942 führte die Armee Verteidigungskämpfe und startete während der Kesselschlacht von Charkow eine begrenzte Gegenoffensive im Raum Woltschansk. Infolge der Operation Blau folgte die Teilnahme an den Verteidigungskämpfen im Donbass-Gebiet, wobei die 38. Armee am 12. Juli 1942 der Südfront unterstellt wurde. Seit dem 17. Juli kämpfte sie im Rahmen der Stalingrader Front gegen die deutsche Offensive. Am 23. Juli wurde die Armee de facto aufgelöst, weil ihre Truppen zur 21. Armee transferiert wurden und der Führungsstab für die 1. Panzerarmee verwendet wurde.

### 2. Formation
Eine neue Formation der 38. Armee wurde am 3. August 1942 aus der bisherigen 4. Reserve-Armee aufgestellt. Sie umfasste die
- 167., 237., 240. und 340. Schützen-Division, mehrere Panzerbrigaden und andere Einheiten.

Noch als Teil der Brjansker Front und ab 2. September 1942 bei der Woronesch-Front führte die 38. Armee im Raum Woronesch Verteidigungs- und Offensivkämpfe. Von Januar bis März 1943 nahm sie an der Woronesch-Kastornoje-Operation (24. Januar – 2. Februar) und der Charkower Operation (2. Februar – 3. März) teil, bei denen zusammen mit der 13. und 40. Armee die Städte Kastornoje (28. Januar), Tim (5. Februar) und Obojan (18. Februar) befreit wurden und bis zum 3. März die Region nordöstlich von Sumy erreicht werden konnte.
Armeegliederung im März 1943
- 167., 206., 232., 236., 237. und 240. Schützendivision

Im März 1943 kämpfte die Armee in der Schlacht um Charkow (4. – 25. März), am 23. März wurde die Armee kurzfristig der Kursker Front und am 26. März der Woronesch-Front zugeteilt. An der neuen Frontlinie Korenevo – bis 55 km nordöstlich von Sumy hielt die 38. Armee bis August 1943 ihre Stellungen. Im Verlauf der Kursker Schlacht (5.–23. Juli) deckte die 38. Armee die Hauptstreitkräfte der Front vor feindlichen Angriffen aus dem Nordwesten ab und beteiligte sich an der Abwehr der feindlichen Offensive in Richtung Obojan und Prochorowka. Ein Teil der Armeetruppen traten dabei in den Verband der 40. und 69. Armee über. Mit dem Übergang der sowjetischen Truppen in die Offensive rückte die Armee südlich der Stadt Sumy vor und bildete das Verbindungsglied zwischen der Woronesch-Front und Zentralfront. Im September 1943 beteiligten sich die Truppen der Armee an der Befreiung des linken Dnjepr-Ufer der Ukraine. In neuerlicher Zusammenarbeit mit der 40. Armee erfolgte die Rückeroberung von Sumy (2. September), Romny (16. September) und Priluki (18. September). Ende September erzwangen die Truppen den Dnjepr-Übergang bei Ljutesch nördlich von Kiew, danach bildeten die Truppen ein Sprungbrett über den Dnjepr im Raum westlich von Swaromje und Nowo-Petrowsk.
Von November bis Dezember 1943 beteiligte sich die 38. Armee als Teil der 1. Ukrainischen Front (ab 20. Oktober) an der Kiewer Offensive (3. bis 13. November) und der Kiewer Defensiv-Operation (13. November bis 22. Dezember). Ende 1943 – Anfang 1944 setzte die Armee ihre Operationen am rechten Dnjepr-Ufer der Ukraine erfolgreich fort.

### 1944–1945
Während der Schitomir-Berditschewer Operation (24. Dezember 1943 bis 14. Januar 1944) drangen die Truppen durch die deutschen Verteidigungsanlagen und befreiten am 5. Januar in Zusammenarbeit mit anderen Armeen Berditschew und eine Reihe anderer Städte und Ortschaften.
Ende Januar 1944 operierte die Armee im Raum östlich von Winnitza. In der Proskurow-Czernowitzer Operation (4. März – 17. April 1944) befreite die Armee eine große Anzahl von Siedlungen, darunter der Stadt Winnitza und Shmerinka (20. März). Bis zum Ende der Operation wurden mehrere Brückenköpfe am Fluss Sereth südwestlich von Czernowitz gebildet.
Ende Juni bis Anfang Juli 1944 wurden die Truppen zur 1. Gardearmee transferiert und in das Gebiet westlich von Tarnopol umgruppiert. Die Truppen nahmen an der Lvov-Sandomierz Operation (13. Juli – 29. August) teil und nach einer weiteren Umgruppierung vom 28. September – 28. Oktober an der Karpaten-Dukla Operation.
Vom 30. November 1944 bis Kriegsende operierte die 38. Armee im Rahmen der 4. Ukrainischen Front. Der Armee war während der Kämpfe in den Karpaten und in der Slowakei auch das 1. tschechoslowakische Armeekorps (Brigadegeneral Jan Kratochvíl, später Ludvík Svoboda) angegliedert.
Armeegliederung am 12. Januar 1945
- 52. Schützenkorps, Generalmajor Sergei Michailowitsch Buschew (81., 121. und 340. Schützen-Division)
- 101. Schützenkorps, Generalleutnant Andrei Leontjewitsch Bondarew (70. Garde-, 183. und 140. Schützen-Division)
- 67. Schützenkorps, Generalmajor Iwan Stepanowitsch Schmygo (211., 241. und 305. Schützen-Division)

Im Winter 1945 nahm die 38. Armee an der westlichen Karpaten-Operation (12. Januar – 18. Februar), den 10. März – 5. Mai – in der Mährisch-Ostrauer Operation, in dem das gleichnamige tschechische Industriegebiet befreit wurde. Am 10. März startete die 38. Armee als eine von drei sowjetischen Armeen die Offensive über die tschechische Grenze nach Ostrau. Der Angriff traf auf gut vorbereiteten deutschen Widerstand, Ostrau wurde erst am 30. April eingenommen. Die letzte große Offensive der 38. Armee begann am 6. Mai, infolge der Prager Operation rückten die Truppen bis zum 10. Mai mehr als 100 Kilometer westlich von Mährisch-Ostrau nach Westen vor.

### Nachkriegszeit
Die 38. Armee bestand nach 1945 weiter, die Zusammensetzung hat sich aber in den Nachkriegsjahrzehnten verändert. Die mechanisierte 13. und 27. Division, die kurz nach dem Ende des Vaterländischen Krieges gebildet worden waren, wurden 1956 in Panzer- und motorisierte Schützendivisionen umstrukturiert, die Korpskommandos wurden aufgelöst. In den 1960er bis 1980er Jahren umfasste die 38. kombinierte Feldarmee mehrere motorisierte Schützendivisionen, deren Unterordnung und Anzahl sich stetig änderte.

## Kommandeure
- Generalleutnant Dmitri I. Rjabyschew (Juli–August 1941)
- Generalmajor Nikolai W. Feklenko (August–September 1941)
- Generalmajor W. V. Zyganow (September–Dezember 1941)
- Generalmajor Alexei G. Maslow (Dezember 1941 – Februar 1942)
- Generalmajor G. I. Scherstjuk (Februar – März 1942)
- Generalmajor K. S. Moskalenko (März–Juli 1942)
- Generaloberst N. J. Tschibisow (August 1942 – Oktober 1943)
- Generaloberst K. S. Moskalenko (Oktober 1943 – bis zum Ende des Krieges)

Stabschefs
- Generalmajor Alexei G. Maslow (September–Dezember 1941)
- Oberst Semjon P. Iwanow (Dezember 1941 – Juli 1942)
- Oberst A. P. Philipenko (August 1942 – Januar 1943)
- Generalmajor A. G. Batjun (Februar–April 1943)
- Oberst A. P. Pilipenko (April 1943 – April 1944)
- Generalleutnant W. F. Worobjew (April 1944 – bis zum Ende des Krieges)

Mitglieder des Kriegsrats
- Brigadierkommissar N. K. Popel (August – Dezember 1941)
- Brigadierkommissar N. G. Kudinow (Dezember 1941 – Juni 1942)
- Generalmajor F. N. Woronin (August 1942 – Juni 1943)
- Generalmajor I. D. Rybinsk (Juni – November 1943)
- Oberst F. Oleinik (Juni bis September 1943)
- Generalmajor A. A. Jepischew (Oktober 1943 – ?)
- Oberst Pavel Alexsejewitsch Usow (? – Februar 1944)
- Generalmajor David Josifowitsch Ortenberg (Februar 1944–1945)